# Bohuslavice nad Vláří
Bohuslavice nad Vláří (do roku 1960 Bohuslavice, německy Bohuslawitz, v letech 1939–1945 Bohuslawitz am Wlarapaß) je obec, která se nachází v okrese Zlín ve Zlínském kraji, v údolí řeky Vláry, zhruba 13 km východně od Luhačovic a 25 km na jihovýchod od Zlína. Žije zde 361 obyvatel.

## Historie
První písemná zmínka o obci pochází z roku 1365. V roce 2001 se Bohuslavice nad Vláří odtrhly od města Slavičín.

## Obyvatelstvo
| Rok            | 1869 | 1880 | 1890 | 1900 | 1910 | 1921 | 1930 | 1950 | 1961 | 1970 | 1980 | 1991 | 2001 | 2011 | 2021 |
| -------------- | ---- | ---- | ---- | ---- | ---- | ---- | ---- | ---- | ---- | ---- | ---- | ---- | ---- | ---- | ---- |
| Počet obyvatel | 568  | 523  | 549  | 570  | 569  | 566  | 528  | 515  | 526  | 520  | 428  | 398  | 402  | 394  | 362  |
| Počet domů     | 102  | 102  | 112  | 108  | 111  | 109  | 110  | 114  | 110  | 112  | 113  | 127  | 131  | 134  | 133  |

## Pamětihodnosti
- Socha svatého Floriána
- Kaple Panny Marie

## Galerie

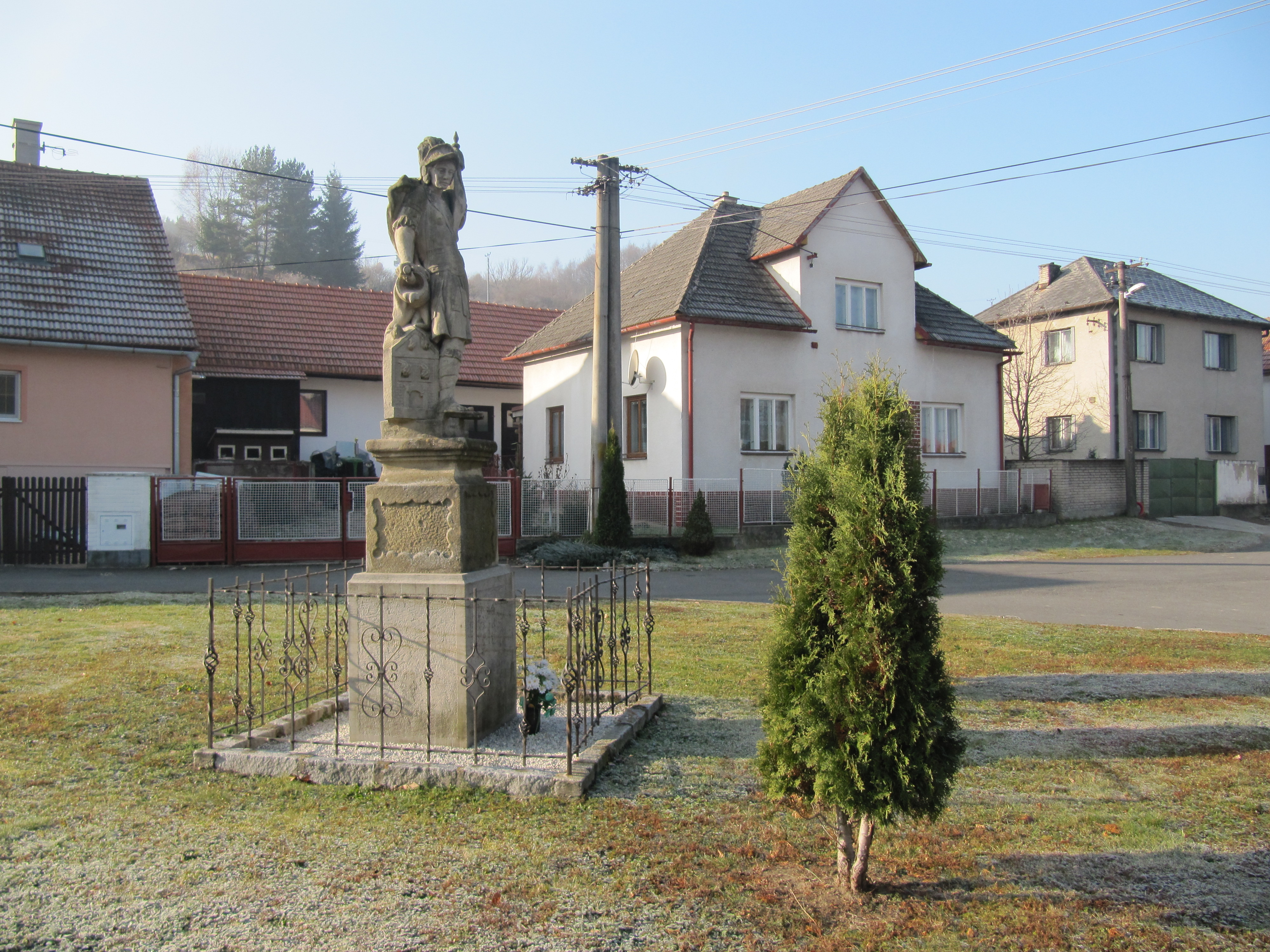
Socha svatého Floriána
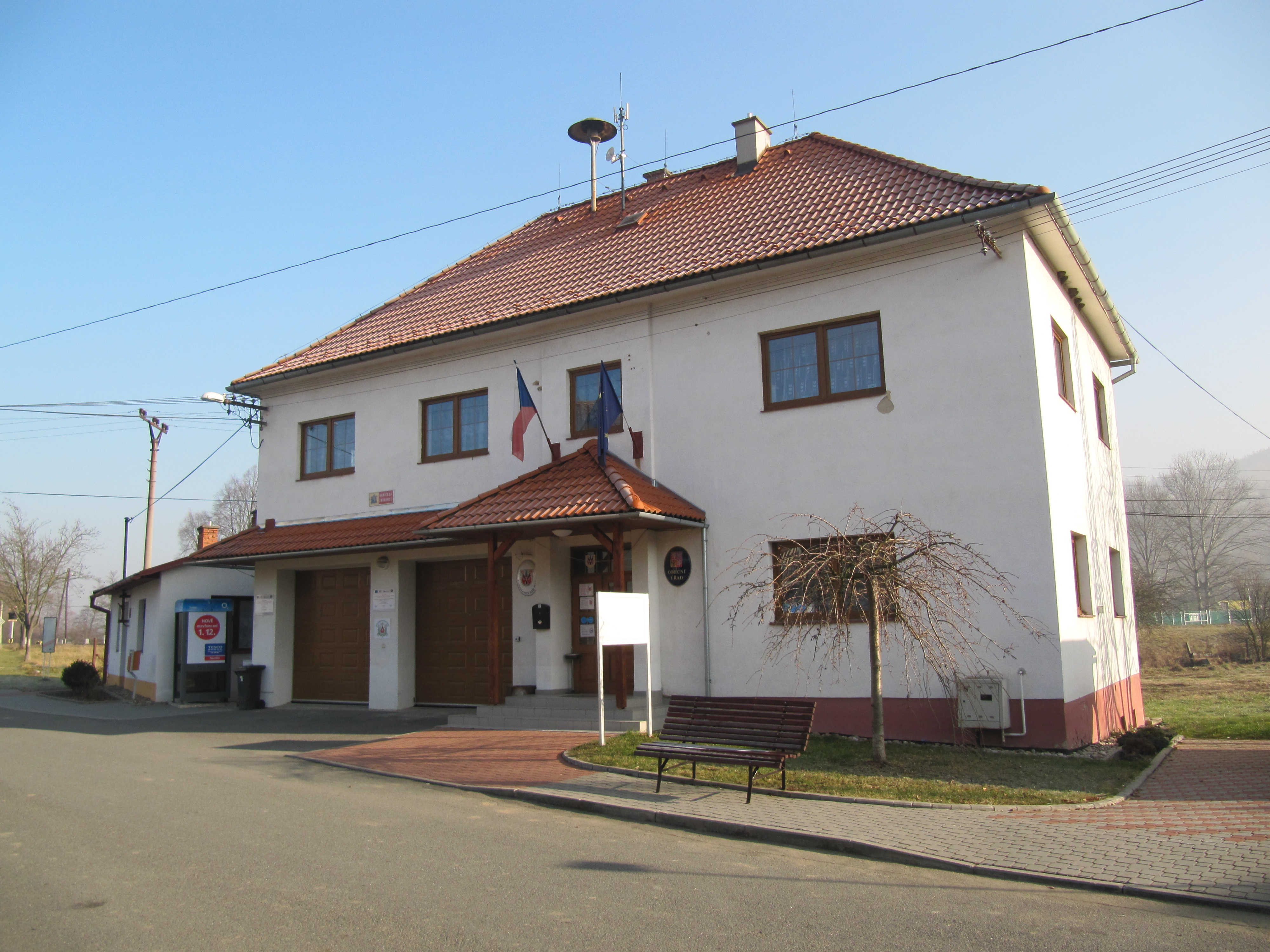
Obecní úřad
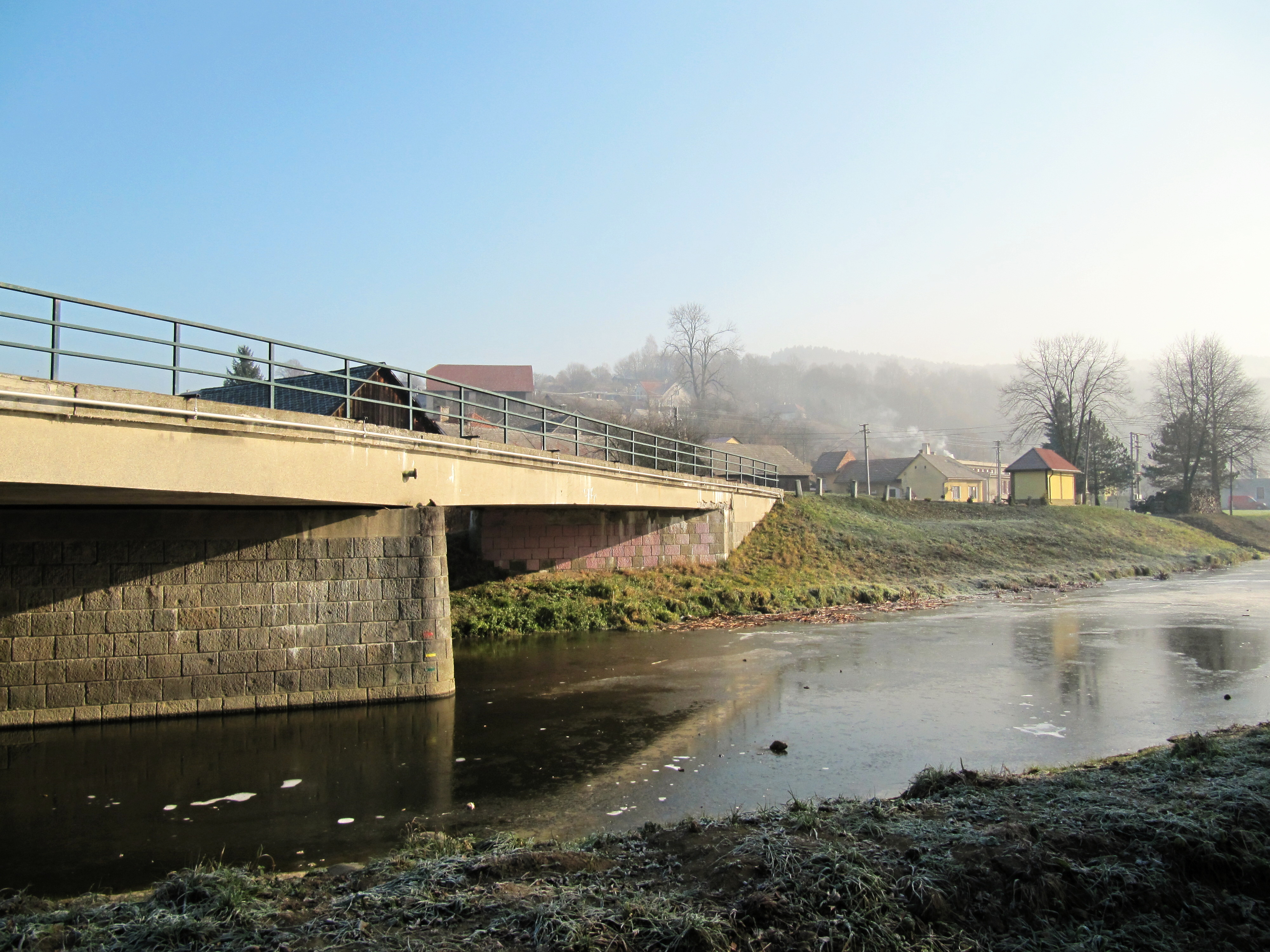
Zamrzlá řeka Vlára

## Pověsti
Zvon z kaple Panny Marie vyryla svině na vrchu Vyšehrad a nalezla jej místní dívka. Zvon prý při zvonění volá: „Sviňa mňa vyryla, děvča mňa našlo!“